# Leme Futebol Clube Zona Sul
Leme Futebol Clube Zona Sul é uma agremiação esportiva da cidade do Rio de Janeiro, fundada a 3 de fevereiro de 2009.

## História

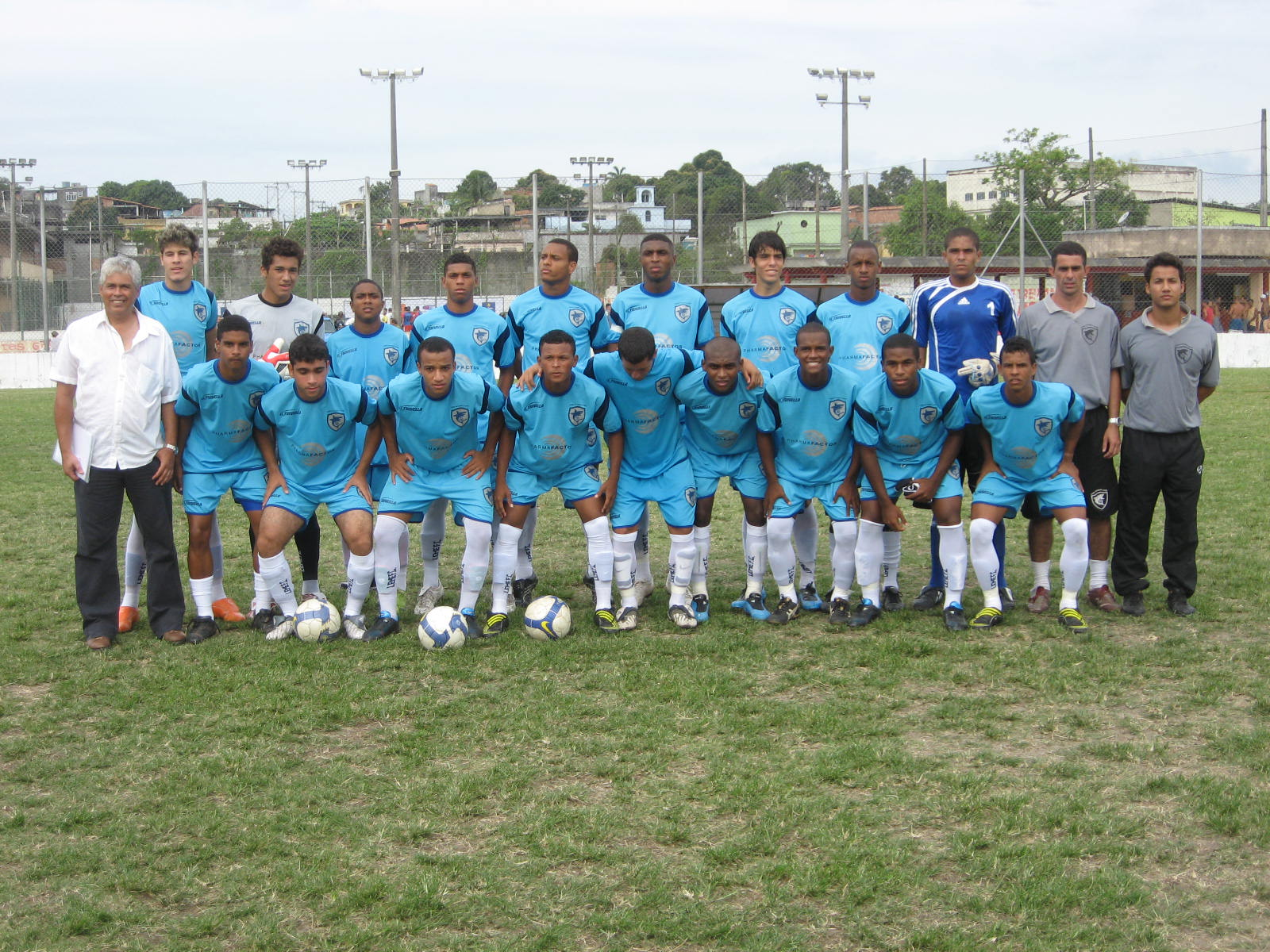
Equipe do Leme FC em 2009

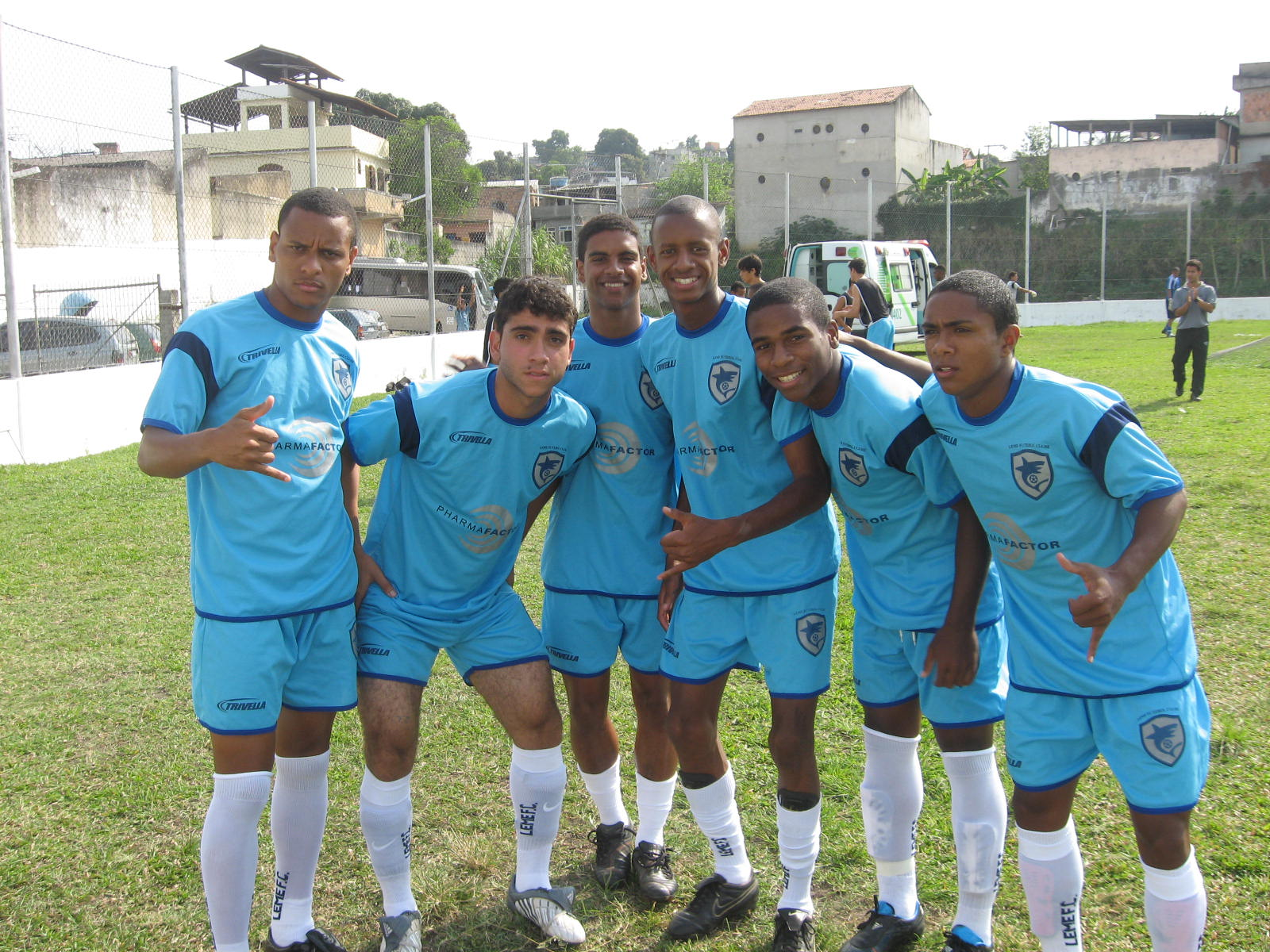
Atletas do Leme

Formado como clube-empresa, o Leme é o mais novo representante do profissionalismo do futebol carioca. O clube disputa o Campeonato da Terceira Divisão de 2009 e já está presente na categoria de Juniores do mesmo certame. 
A agremiação se intitulava Esporte Clube Leme, se destinando às disputas de futebol de praia. Posteriormente o projeto foi destinado ao futebol de campo e envolveu esforços para a estréia, em 2009, no profissionalismo.
A agremiação das cores azul e branco costuma mandar os seus jogos no estádio Jair Pereira da Silva, pertencente ao Bela Vista Futebol Clube.
O clube é presidido por Omar Scafuro, o presidente que na opinião de Jorge Henriques é um "sedutor", e sua sede se localiza em um escritório na rua da Assembléia, no Centro do Rio de Janeiro.
Após uma bela campanha, sagra-se vice-campeão estadual da Terceira Divisão, categoria de Juniores, ao perder a final por 4 a 3 para o Clube de Futebol Rio de Janeiro.

## Títulos
2009 - Vice-campeão estadual da Terceira Divisão do Rio de Janeiro, categoria Juniores;

## Estatísticas

### Participações
|  | Participações em 2018 |

| Competição          | Temporadas | Melhor campanha    | Estreia | Última | P | R |
| Série B2 do Carioca | 2          | 6º colocado (2009) | 2009    | 2010   | – | – |